# Naruse Kokomi
Naruse Kokomi (成瀬 心美 (Thành-Lại Tâm-Mĩ) 10 tháng 8 năm 1989  –) là một tarento, ca sĩ, cựu nữ diễn viên khiêu dâm người Nhật Bản. Cô sinh ra tại Fukuoka. Cô thuộc về công ti T-Powers.

## Đóng phim người lớn
Naruse Kokomi ra mắt tựa phim người lớn (AV) vào năm 2009. Cô cho rằng quyết định gia nhập ngành của mình là do nữ diễn viên AV đồng nghiệp Tina Yuzuki, còn được biết đến với cái tên Rio. Những cái tên khác mà Naruse từng dùng xuyên suốt sự nghiệp đóng phim người lớn của mình bao gồm Cocomi, Watanabe Emi (渡邊恵美 hay 渡辺恵美), Sendo Miho (仙道実穂) và Naruse Kyōko (成瀬きょうこ).

## Sự nghiệp âm nhạc
Được thành lập vào tháng 4 năm 2014, Naruse hiện là giọng ca chính của ban nhạc Mezcolanza (cách điệu là mezcolanza) và ban nhạc này đã phát hành một số album.

## Giải thưởng
- 2012 – Giải thưởng Truyền hình Người lớn Sky PerfecTV! – Giải Nữ Diễn viên Xuất sắc nhất[5][6]
- 2012 – Giải thưởng Truyền hình Người lớn Sky PerfecTV! – Giải Nikkan Gendai[5]